# 朱祐樳
濟寧安僖王朱祐樳（1472年—1512年），明朝德藩唯一一代濟寧王，德莊王朱見潾的庶第三子，生母夫人王氏。

## 生平
成化十五年（1479年）十二月，獲賜名祐樳。成化十七年（1481年）九月，封濟寧王。
正德七年（1512年），朱祐樳去世，享年四十一歲，諡號安僖。因朱祐樳的五子皆夭折，濟寧王的封爵被廢除。

## 家庭

### 妻
- 崔氏，東城兵馬副指揮崔勝的女兒，弘治二年（1489年）九月冊為濟寧王妃[5]。

### 子
- 嫡長子：夭折
- 庶次子：夭折
- 嫡三子：夭折
- 庶四子：夭折
- 庶五子：夭折[6]